# Спалир, Моника
Моника Спалир (словен. Monika Spalir (до 2023 года - Monika Rozman), род. 2000) — словенская шахматистка, мастер ФИДЕ среди женщин.
Одна из сильнейших молодых шахматисток Словении. Выступает во внутренних и международных соревнованиях высокого уровня с 2016 г.
Чемпионка Словении 2019 г.
В составе сборной Словении участница командного чемпионата Европы 2019 г., онлайн-олимпиады 2021 г.
Участница юниорского чемпионата мира 2017 г.
Участница личного чемпионата Европы 2021 г.
Участница командных чемпионатов Словении и Австрии.

## Основные спортивные результаты
| Год  | Город    | Соревнование                                             | + | − | = | Результат | Место  |
| ---- | -------- | -------------------------------------------------------- | - | - | - | --------- | ------ |
| 2016 | Оточец   | Чемпионат Словении                                       |   |   |   | 4 из 9    | 7      |
| 2017 | Тарвизио | Юниорский чемпионат мира                                 | 4 | 5 | 2 | 5 из 11   | [ 11 ] |
| 2019 | Раденци  | Чемпионат Словении                                       |   |   |   |           | 1      |
|      | Батуми   | Командный чемпионат Европы (сборная Словении, ?-я доска) | 2 | 3 | 1 | 2½ из 6   |        |
| 2021 | Яссы     | Чемпионат Европы                                         | 3 | 4 | 4 | 5 из 11   | [ 12 ] |
|      |          | Онлайн-олимпиада (сборная Словении, ?-я доска)           |   |   |   |           |        |

## Изменения рейтинга
| Графики недоступны из-за технических проблем. См. информацию на Фабрикаторе и на mediawiki.org. |